# Nguyễn Văn Tư
Nguyễn Văn Tư (sinh năm 1936) là chính trị gia người Việt Nam. Ông từng là đại biểu Quốc hội Việt Nam khóa X nhiệm kì 1997-2002 thuộc đoàn đại biểu Đồng Nai, Chủ tịch Tổng Liên đoàn Lao động Việt Nam (1988-1998).

## Tiểu sử
Nguyễn Văn Tư có tên thường gọi là Nguyễn Văn Huấn sinh ngày 14 tháng 3 năm 1936 trong một gia đình công nhân ở phường 3, quận Gò Vấp, Liên Bang Đông Dương (hiện nay là Thành phố Hồ Chí Minh).
Nguyễn Văn Tư khởi đầu sự nghiệp ở vị trí thợ nguội ở xưởng Quân giới Đồng Tháp Mười, sau đó ông theo học Đại học giao thông và có trình độ chuyên môn là Kỹ sư Cầu đường. Ra trường ông công tác ở Đội cầu Đường sắt 204.
Ông từng đảm nhận nhiều chức vụ khác nhau như Trưởng ban Thiết kế Đường sắt Hà Nội, Phó trưởng ban thiết kế cơ bản Tổng cục đường sắt, Phó trưởng ban chỉ huy đường sắt phía nam, Phó trưởng ban chỉ huy cầu Hàm Rồng, Đò Lèn, Đường sắt Thống Nhất, Tổng cục phó, rồi Tổng cục trưởng Tổng cục Đường sắt, Thư kí Liên hiệp Công đoàn Thành phố Hồ Chí Minh.
Nguyễn Văn Tư được bầu làm Chủ tịch Tổng Liên đoàn Lao động Việt Nam nhiệm kì 1988-1993 tại Đại hội Công đoàn Việt Nam lần thứ 6 họp từ ngày 17 đến ngày 20 tháng 10 năm 1988 tại thủ đô Hà Nội. Lúc này Nguyễn Văn Tư đang là Ủy viên Dự khuyết Ban Chấp hành Trung ương Đảng Cộng sản Việt Nam khóa VI.
Sau đó, Nguyễn Văn Tư được bầu làm Ủy viên chính thức Ban Chấp hành Trung ương Đảng Cộng sản Việt Nam khóa VII và tái đắc cử Chủ tịch Tổng Liên đoàn Lao động Việt Nam nhiệm kì 1993-1998.
Nguyễn Văn Tư còn là Ủy viên Ủy ban Kinh tế - Ngân sách của Quốc hội Việt Nam khóa X, Đại biểu Quốc hội Việt Nam khoá X tỉnh Đồng Nai.